# Raúl Alarcón
Raúl Alarcón García (født 25. marts 1986) er en spansk tidligere professionel cykelrytter, som cyklede for det professionelle cykelhold Saunier Duval-Scott fra 2007 til 2008.